# Tetraonyx peruviana
Tetraonyx peruviana is een keversoort uit de familie van oliekevers (Meloidae). De wetenschappelijke naam van de soort is voor het eerst geldig gepubliceerd in 1930 door Pic.